# Tauredunum

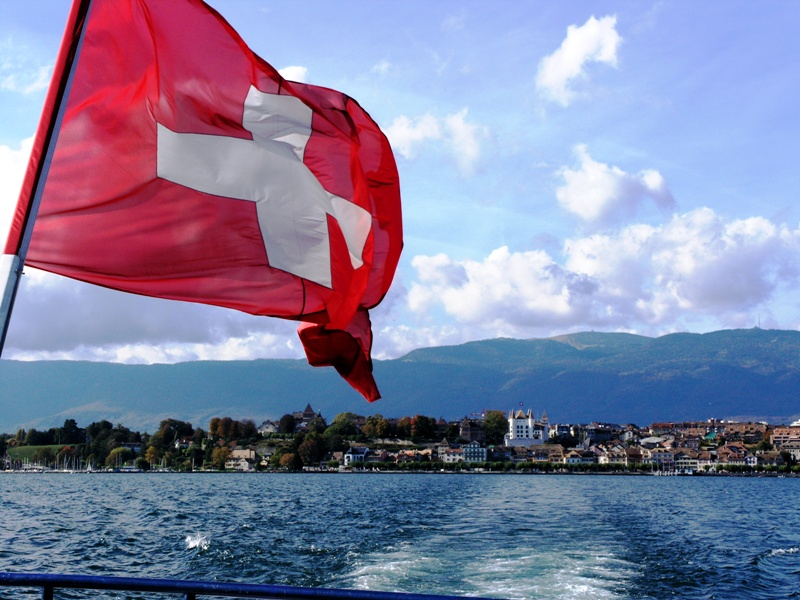
La orilla del lago en Ginebra, la más afectada por el evento de Tauredunum del 563 d. C.

El evento de Tauredunum de 563 d. C. se refiere a un tsunami en el lago de Ginebra (entonces bajo el territorio franco del Reino de Orleans), provocado por un deslizamiento de tierra masivo que causó una devastación generalizada y la pérdida de vidas a lo largo de su orilla. Según dos cronistas contemporáneos, el desastre fue causado por el colapso de la ladera de una montaña en un lugar llamado Tauredunum en el extremo oriental del lago de Ginebra. Causó una gran ola que barrió la longitud del lago, arrasando pueblos en la costa y golpeando la ciudad con tal fuerza que arrasó sus murallas y mató a muchos de sus habitantes.
Un estudio publicado en octubre de 2012 sugiere que el deslizamiento de tierra de Tauredunum provocó el colapso de los sedimentos que se habían acumulado en el punto donde el río Ródano desemboca en el lago de Ginebra. Esto provocó un enorme deslizamiento de lodo submarino que desplazó varios cientos de millones de metros cúbicos de sedimento, produciendo un tsunami de hasta 16 metros (52,5 pies) de altura que llegó a Ginebra en unos 70 minutos. Hay evidencia de cuatro deslizamientos de tierra anteriores, lo que sugiere que los tsunamis pueden ser un fenómeno recurrente en el lago de Ginebra.

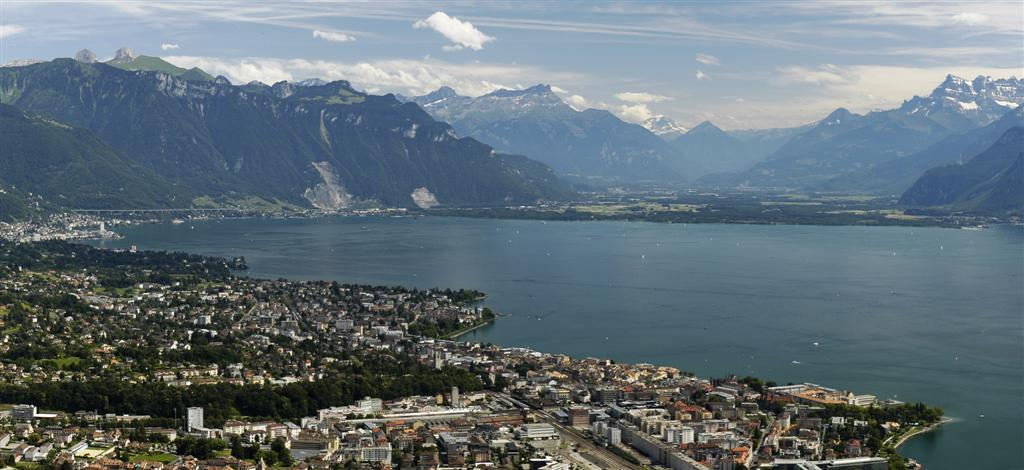
El probable lugar del deslizamiento de tierra de Tauredunum, visible en el extremo derecho de esta imagen

## Ubicación y riesgos
La ubicación de Tauredunum se ha debatido durante mucho tiempo. Entre otras, se ha sugerido que estaba situado cerca del Bois Noir en San Mauricio o al pie del Pic du Blanchard cerca de Saint-Gingolph. Ahora se cree que el deslizamiento de tierra ocurrió en la montaña de Le Grammont, cerca de Les Evouettes, en el punto donde el Ródano desemboca en el lago de Ginebra. Tales derrumbes, conocidos como éboulements o bergfalls, no son infrecuentes en los Alpes; En octubre de 1963, el derrumbe del lado del Monte Toc en Italia provocó que 260 millones de m³ de escombros cayeran al lago detrás de la presa del Vajont, enviando una ola de agua al valle que mató a unas 2.500 personas. Los derrumbes de las laderas han causado tsunamis en sitios similares, aunque más pequeños, en al menos tres lagos de Suiza: Lucerna, Lauerz y Brienz. El peligro es reconocido por la Oficina Federal de Protección Civil de Suiza, que tiene en cuenta el riesgo de tsunamis causados por deslizamientos de tierra en su planificación de desastres. Algunas montañas, como Rigi y Bürgenstock, presentan un mayor riesgo. No es raro que grandes rocas caigan del Bürgenstock al lago de Lucerna, aunque esto presenta poco riesgo de un tsunami debido a la cantidad relativamente baja de energía liberada en tales caídas.

## Mecanismo propuesto para el tsunami de 563
Un estudio de un equipo de la Universidad de Ginebra, dirigido por Stéphanie Girardclos y Guy Simpson, ha encontrado que el tsunami del 563 puede no haber sido causado directamente por el deslizamiento de tierra, sino por el colapso de sedimentos en el lecho del lago. El equipo encontró un abanico gigante de turbidita, una mezcla de arena y lodo depositado por un rápido flujo de agua, esparcido por el lecho del lago. El abanico se extiende en dirección noroeste desde la desembocadura del Ródano, donde el caudal del río ha excavado una serie de canales submarinos en forma de cañón. El depósito es enorme, se extiende a lo largo de 10 kilómetros (6,2 mi) y un ancho de 5 kilómetros (3,1 mi), con una profundidad media de 5 metros (16,4 pies) y un volumen de al menos 250 millones de m³ (8,8 billones de pies³). El material biológico encontrado en la turbidita permitió datarla entre 381 y 612, de acuerdo con la fecha del evento de Tauredunum.

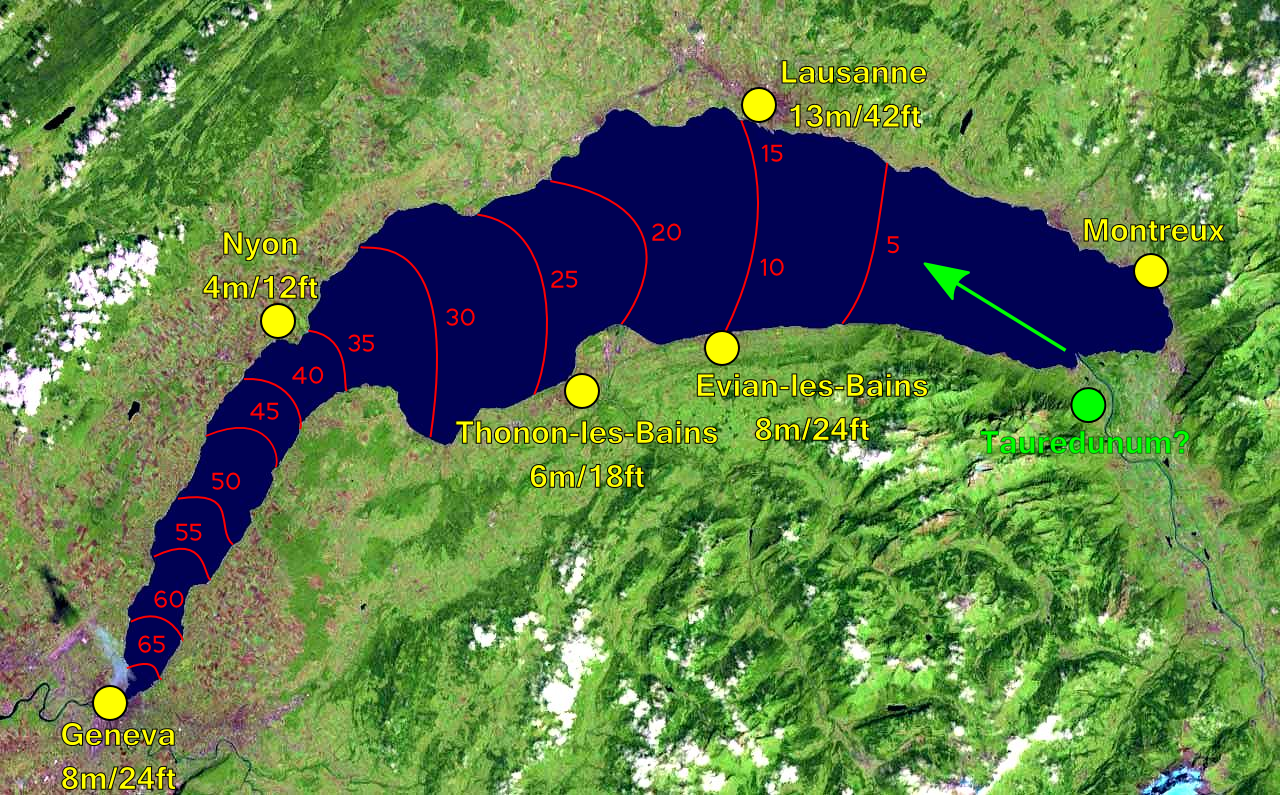
Tiempos de propagación de las olas (en minutos) y alturas del tsunami en lugares clave durante el evento de Tauredunum

Se plantea la hipótesis de que el impacto del deslizamiento de tierra de Tauredunum desestabilizó los depósitos sedimentarios en la desembocadura del Ródano, provocando su colapso y un gran tsunami. Según simulaciones por computadora, una ola de hasta 16 metros (52,5 pies) de altura habría sido creada por el colapso y viajado a lo largo del lago dentro de los 70 minutos del evento. Habría golpeado Lausana en solo 15 minutos, con unos 13 metros (42,7 pies) de altura, aunque el daño habría sido limitado ya que la ciudad se encuentra en una costa con una pendiente pronunciada. Se habrían causado daños mucho mayores en Ginebra, donde la ola habría medido unos 8 metros (26,2 pies). Una ola tan alta sin duda habría sido capaz de causar la destrucción descrita por los cronistas. Otras ciudades a lo largo de la orilla del lago también habrían sido golpeadas por la ola, de unos 8 metros (26,2 pies) de altura en Evian-les-Bains, 6 metros (19,7 pies) en Thonon-les-Bains y 4 metros (13,1 pies) en Nyon. Habría viajado a unos 70 kilómetros por hora (43,5 mph), dando a los que estaban en la costa poco tiempo para huir. 
El equipo también encontró evidencia de cuatro capas más antiguas de turbidita, lo que sugiere que tales colapsos han sido un evento recurrente desde que se formó el lago de Ginebra al final de la última Edad de Hielo hace unos 19.000 años. Aún no se sabe con qué frecuencia han ocurrido, pero el investigador Guy Simpson dice: "Ciertamente sucedió antes y creo que podemos esperar que suceda nuevamente en algún momento". Aunque la mayoría de la gente se ha centrado en tsunamis marinos como el del Océano Índico de 2004 y el de marzo de 2011 en Japón, ciudades a orillas del lago como Ginebra, a 275 kilómetros (170,9 mi) del mar, también están en riesgo. Katrina Kremer señala que el riesgo de un nuevo tsunami todavía existe, no solo en el lago de Ginebra, sino también en otros lagos de montaña: "Hemos reconocido que el riesgo de un tsunami se aplica a todos los lagos que tienen pendientes inestables a lo largo de la costa". Sin embargo, advierte, "el riesgo se subestima porque la mayoría de la gente simplemente no sabe que los tsunamis pueden ocurrir en los lagos". El riesgo es particularmente pronunciado para la ciudad de Ginebra, dada su posición en un terreno bajo en el extremo del lago en forma de embudo, magnificando los efectos de un tsunami. El impacto de un evento como el de 563 en todo el lago de Ginebra sería mucho más severo ahora, ya que más de un millón de personas viven a lo largo de las orillas del lago. 